# Кочићев збор
Кочићев збор је традиционална српска културна манифестација посвећена књижевнику Петру Кочићу. Покровитељ манифестације је Влада Републике Српске, а организатори су Организациони одбор Кочићевог збора, Завичајно друштво Змијање, Бански двор, Град Бања Лука, Општина Мркоњић Град, Општина Рибник, Општина Оштра Лука и Влада Републике Српске.

## Манифестација
Кочићев збор траје више дана током августа и обиљежава се различитим културним манифестацијама:
- Свечана академија у Банском двору.[5]
- Додјела Кочићеве награде и Награде „Змијање” у Кочићевим родним Стричићима.[6]
- Изложба слика учесника колоније Ликовно саборовање „Змијање” у Банском двору.[7]
- Обилазак гроба Петра Кочића у Алеји великана и споменика у Чубурском парку у Београду.[7][8]
- Књижевно вече „Змијање у Београду, Српска у Србији” које се одржава у Клубу књижевника (сала Удружења књижевника Србије) у Београду.[7][8]
- Полагање вијенаца жртвама отаџбинског рата[9][10] на Тргу палих бораца и гробљу Свети Пантелија у Бањој Луци.[9][10]
- Извођење драмских представа по дјелима Петра Кочића.
- Борба бикова у Кочићевим родним Стричићима за Награду „Јаблан”.[2][6]

## Историја
Прве активности су 1934. године организовали чланови Клуба академичара Бањалуке посјетом Кочићевој родној кући у тадашњој Краљевини Југославији. На дан 28. августа 1966. је „збор код цркве на Клисини“ за Велику Госпојину претворен у обиљежавање пола вијека од смрти Петра Кочића, када је основан први одбор на челу са Фуадом Балићем и Милорадом Мишом Поповићем. Године 2011. одржан је 46. по реду Кочићев збор.